# Lamprospilus nicetus
Lamprospilus nicetus är en fjärilsart som beskrevs av Felder 1865. Lamprospilus nicetus ingår i släktet Lamprospilus och familjen juvelvingar. Inga underarter finns listade i Catalogue of Life.

## Bildgalleri

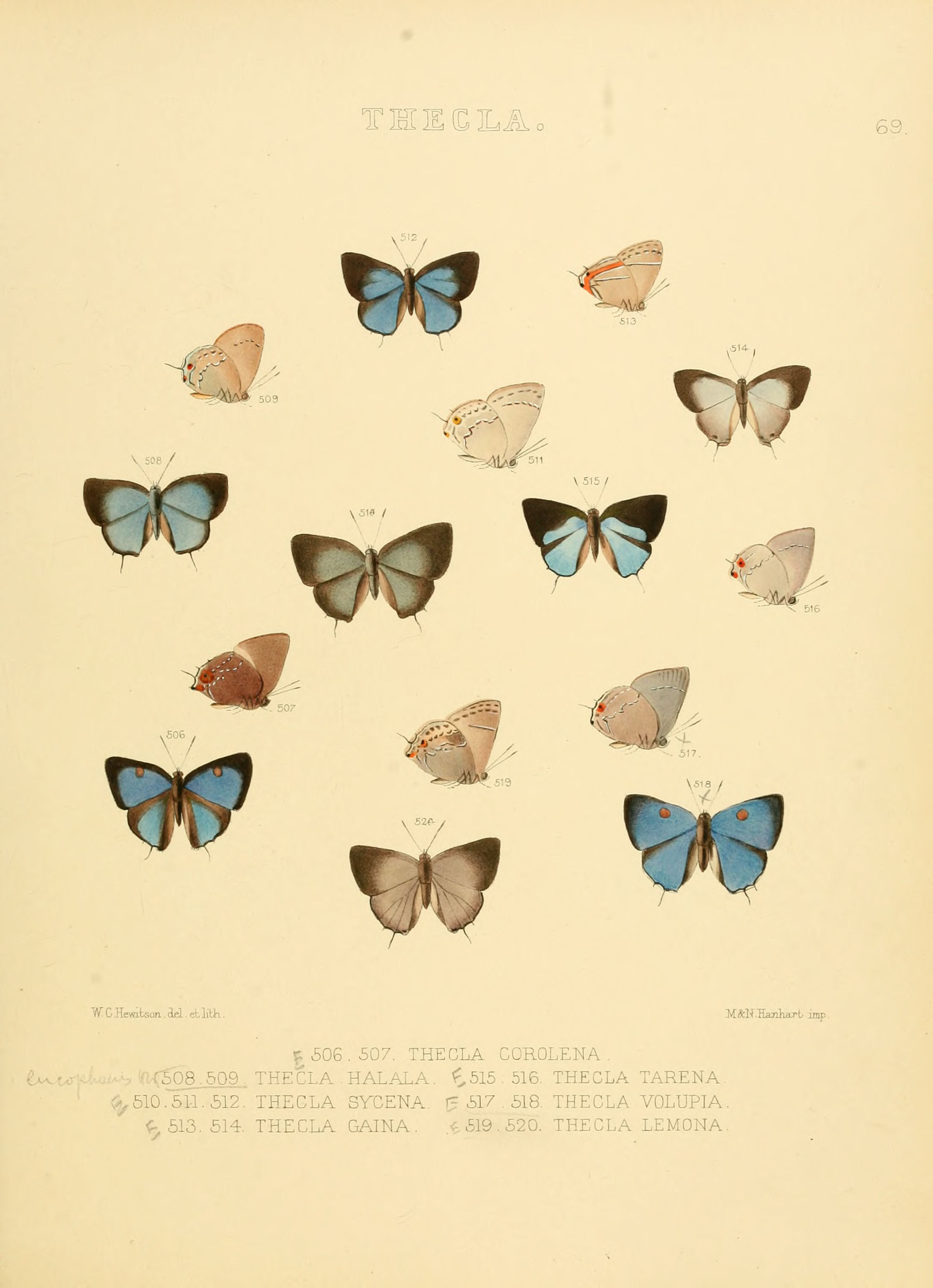